# Arquieparquia de Kottayam
A Arquieparquia de Kottayam (Archieparchia Kottayamensis) é uma arquieparquia da Igreja Católica Siro-Malabar situada na Costa do Malabar, em Kerala, na cidade de Kottayam, na Índia. É fruto da elevação do vicariato apostólico de Kottayam, que antes era parte do vicariato apostólico de Verapoly. Seu atual arquieparca é Mathew Moolakkatt Sua sé é a Catedral Cristo Rei.
Possui 148 paróquias servidas por 481 padres, abrangendo uma população de 4 152 700 habitantes, com 4,6% da dessa população jurisdicionada batizada (189 060 católicos).

## História
Foi estabelecido, em 1659, o vicariato apostólico do Malabar, como uma missão Carmelita, por ordem do Papa Alexandre VII, usando o rito oriental. Era ligado, na sua fundação, à Arquidiocese de Cranganore, que na época, era ligada à Diocese de Cochim. Apesar da tomada neerlandesa da região, antes dominada pelos portugueses, os católicos conseguiram manter o vicariato ativo.
Em 1709, por bula do Papa Clemente XI, o vicariato apóstolico de Malabar foi transformado em vicariato apostólico de Verapoly (em homenagem à ilha, onde estava sediado o vicariato).
Pelo breve papal "Multa Praeclara", do Papa Gregório XVI, de 1838, as Sés de Cangranore e Cochim, que nessa época incluía Quilon, foram anexadas a este vicariato.
Pela carta Apostólica "Humanae Salutis Auctor", do Papa Leão XIII, em 1886, foi criada a Hierarquia da Índia, em que foram criadas várias arquidioceses, entre elas, a de Verapoly. Pela mesma carta, a Diocese de Cochim foi restabelecida.
Em 1887, forma separadas as igrejas do rito oriental das do rito romano. Pela Bula "Quod Jam Pridem", os adotantes do rito oriental estavam dispensados da jurisdição da nova arquidioceses, sendo criado vicariatos apostólicos específicos para os Cristãos do rito oriental naquela região. A região de Kottayam ficou subordinada ao vicariato apostólico de Changanacherry.
Em 29 de agosto de 1911, foi criado o vicariato apostólico de Kottayam, pelo breve "In universi christiani" do Papa Pio X. Em 21 de dezembro de 1923, os adotantes do rito oriental estavam dispensados da jurisdição da nova arquidioceses, sendo criado duas novas dioceses que seguiriam esse rito litúrgico, a de Trichur e de Kottayam.
O Papa João Paulo II, em 2003, decidiu que os rumos da Eparquia ficariam a cargo do Sínodo da Igreja Católica Siro-Malabar, sendo decisão do Sínodo a elevação da Eparquia. Em 12 de maio de 2005, foi elevado à Arquieparquia, no dia de festa do Sagrado Coração de Jesus.

## Episcopados
Cronologia da administração local:

### Vigários apostólicos
- Charles Lavigne, S.J. (1887 - 1896), vigário apostólico da região de Changanacherry
- Mar Mathew Makil (1911 - 1914)
- Mar Alexander Chulaparambil (1914 - 1923)

### Bispos
- Mar Alexander Chulaparambil (1923 - 1951)
- Mar Thomas Tharayil (1951 - 1974)
- Mar Kuriakose Kunnacherry (1974 - 2005)

### Arquieparcas
- Mar Kuriakose Kunnacherry (2005 - 2006)
- Mar Mathew Moolakkattu, O.S.B. (2006 - atual)